# Vell i nou
Vell i nou, cuya traducción al español sería "Viejo y nuevo", fue una revista de arte catalana que se publicó por primera vez en marzo de 1915. Era propiedad de Santiago Segura y Burguès y fue dirigida por ese mismo personaje aunque más adelante pasó a estar dirigida por Joaquín Folch y Torres, Román Jori y Joan Sacs. Por lo que respecta al formato, tenía unas dimensiones de 367x270mm y tenía cuatro páginas a tres columnas. Tenía una periodicidad semanal desde sus inicios hasta el 10 de abril del mismo año y a partir de este momento empieza a salir cada 15 días. La redacción de la revista estaba situada en las Galerías Layetanas, en Barcelona. Hubo diferentes cambios en cuanto al lugar de impresión. Fue impresa en la imprenta F. Borràs y en la imprenta Oliva de Vilanova, entre otras.
La revista fue interrumpida el 15 de diciembre de 1919 e inició una segunda época en abril de 1920. En ese momento tenía una periodicidad mensual y era más ecléctica. Esta segunda etapa duró hasta septiembre de 1921. En total se publicaron 123 números entre los dos periodos (105 números quincenales y 18 mensuales) .
Más adelante, se continuó como una colección de libros con el título “Biblioteca d’art Vell i nou”.

## Temas y colaboradores
La revista estaba dedicada al arte de todos los periodos con un criterio tanto erudito como divulgativo. Los redactores de “Vell i nou” dijeron en un prospecto inicial que ellos sentían preferencia por las consideradas artes menores, tanto antiguas como nuevas. En la segunda época se publicaron textos en catalán, francés y castellano.
En “Vell i nou” colaboraron muchos autores novecentistas como  Josep Aragay, Miquel Ferrà, Ventura Gassol, López-Picó, Josep Lleonart, Eugenio d’Ors, Carles Riba, Carles Soldevila y Joaquín Torres García entre otros. Otros colaboradores fueron Joaquim Ciervo, Adrià Gual, Josep Maria Junoy, J.F.Ràfols y Paul Jachard.